# ハンビン (歌手)
ハンビン（朝: 한빈、1998年1月19日 - ）はベトナム出身の韓国の男性歌手。YUE HUA エンターテインメント所属。7人組ボーイズアイドルグループ『TEMPEST』のメンバーで、ポジションはリードボーカルとリードダンサーである。本名はゴ・ゴク・フン (ベトナム語: Ngô Ngọc Hưng、漢字: 吳玉興、朝: 응오 응옥 흥)。身長174cm、血液型A型。

## 来歴
1998年1月19日、ベトナムのイエンバイ市に生まれる。
幼い頃から歌とダンスに親しみを持ち、デビュー以前からフンビン（ベトナム語：Hưng Bin）という芸名で、ベトナムのK-POPカバーダンスグループ「C.A.C」のリーダーを務める等の活動をした。
2019年、BELIFT LABの練習生になる為に渡韓。その後ENHYPENを生み出したオーディション番組『I-LAND』に出演。当時の練習生期間は約11ヶ月で、パート2まで進出したもののテスト3で脱落し、デビューには至らなかった。I-LAND終了後の2021年6月2日に現在の所属事務所に移籍。
2022年3月2日、「TEMPEST」のメンバーとしてデビュー。

## 人物
身長は176cm、血液型はA型。MBTIはESFJ。活動名である「ハンビン」の名前の意味には「韓国で輝く」という意味が込められている。
K-POPとしては史上初のベトナム出身の男性アイドルである。
TEMPESTのメンバー内で唯一オートバイの免許を持っている。

## 出演

### テレビ番組
- I-LAND (2020年6月26日 - 9月18日、Mnet)

### その他
- 2021NYFL オープニングステージ (2020年12月30日)[6]

## 公演

### ファンミーティング
- Hanbin !00% (2021年)